# 雨宮処凛
雨宮 処凛（あまみや かりん、1975年1月27日 - ）は、作家、公益活動家、政治活動家。反貧困ネットワーク世話人、『週刊金曜日』編集委員、厚生労働省ナショナル・ミニマム研究会委員、「こわれ者の祭典」名誉会長。
2000年のデビュー前後は「ミニスカ右翼」と呼ばれた右翼活動家だったが、後に「ゴスロリ作家」を称する左派系論者に転向した。2006年以降はプレカリアート問題に取り組み、格差・貧困問題をメインテーマとする。日本ジャーナリスト会議賞を受賞している。

## 経歴

### 生い立ち
北海道滝川市出身。1歳の時からアトピー性皮膚炎に悩み、それが原因で思春期にいじめ、不登校、家出、自殺未遂の経験をもち、10代後半にはヴィジュアル系バンド（XとBUCK-TICK、LUNA SEAなど多数）の追っかけをくり返した。その後、1996年からはMALICE MIZERのバックダンサーをつとめる。大学受験では美大を2浪し、浪人中にアルバイトをしていたが、数日で解雇されることが連続したため自暴自棄になり、オーバードースで自殺未遂を経験した。
球体関節人形作家天野可淡の作品に傾倒し、天野の仲間の吉田良に弟子入りしたが、粘土をこねて人形を作る際にアトピー性皮膚炎が悪化し挫折、リストカットを繰り返す日々が続いたという。

### 「ミニスカ右翼」、作家デビュー
20歳の時、自身の生きづらさから「今の日本はおかしい」という違和感に駆り立てられ、右翼活動に身を投じる。たまたま読んだ『ゴーマニズム宣言』第3巻の鈴木邦男にイベントの打上げで会ったのがきっかけ。
鈴木の著書を読み、そして出所したばかりの見沢知廉に会い、2年間、右翼団体に属する。右翼活動家（超国家主義『民族の意志』同盟）時代には、ロックバンド「姫処凛」、「維新赤誠塾」、「大日本テロル」などを結成しボーカルをつとめた。そのため、彼女のパンク・ファッションなどの外見と従来の右翼に対するイメージのギャップから、「ミニスカ右翼」として一時は話題になった。元一水会顧問の作家、見沢知廉の弟子になる。1999年以後、数回にわたって塩見孝也と北朝鮮に渡航し、日本人拉致に関与したともされるよど号グループに会ったことから、雨宮が8歳の時に起こった日本人拉致事件とのかかわりで2003年、自宅に「ガサ入れ」を受けた。
自身の壮絶な体験をもとにした処女作『生き地獄天国』が注目を集め、青少年の自殺やいじめをテーマに取り扱った作品を発表した。また、映画の脚本も手がけており、ドキュメンタリー映画『新しい神様』（監督：土屋豊）では雨宮自身が主役として出演している。

### 右翼からの離脱、「ゴスロリ作家」へ
日本国憲法前文を読んだことがひとつのきっかけで、右翼思想に疑問を抱くようになり、2001年「大日本テロル」解散後は、「（国家や皇族などに対して）依存してるだけで敬意が感じられない。自分が目指していたのはこんなものではない」と、右翼思想からは一定の距離を置くようになった。のち、関係していた右翼団体からも脱退。
その後「生きづらさ」の原因の一つに新自由主義の拡大があると考えるようになり、自ら「左傾化した」と表明した。本人は自らの社会に対するスタンスが根本的な転回を経たとは認識してはおらず、「多くの人が生きづらい今のこの国（日本）は嫌だ」という違和感はかつて右翼活動をしていたころと変わっていない、或いは、「生存を求める」ことに右や左は関係ない、と語っている。ロリータ・ファッションを好んで着用しており、「ゴスロリ作家」と名乗っていたが、2010年頃からはあまり着なくなった。

### プレカリアート問題の論客
2006年以降『論座』・『週刊金曜日』・『しんぶん赤旗』・『思想運動』といった革新系、左派・左翼系メディアへ寄稿し、左派系論者として活動をしている。社会民主党の機関紙である『社会新報』にもコラムを掲載した。
同年から、新自由主義の拡大の結果増加したプレカリアートの問題をテーマにした取材、執筆活動に力を入れており、フリーターらによるデモや集会にも参加している。そうした中から生まれた作品として、『生きさせろ! 難民化する若者たち』がある。このような活動から、朝日新聞は雨宮を「プレカリアートのマリア」と呼んだ。
2007年7月18日放送の『筑紫哲也 NEWS23』「私の多事争論」で「生きさせろ!」という題名のポエムを発表。肺癌で入院中だった筑紫哲也の代役を務めている。2007年12月21日号より、椎名誠の退任に伴い、『週刊金曜日』編集委員を務めている。2008年4月からは、『ビッグイシュー』日本版の支援組織「NPO法人ビッグイシュー基金」の相談役も務めている。
新型コロナウイルス感染が拡大した2020年3月、雨宮が世話人をつとめる「反貧困ネットワーク」の呼びかけで「新型コロナ災害緊急アクション」が結成される。貧困問題に取り組む36団体からなるこの緊急アクションのメンバーの一人として、コロナによる困窮者支援に力を入れ、生活保護申請の同行などもしている。
また、コロナ禍ではペットとともにアパートを追い出され、ホームレス化する人も少なくないことから、ペット連れの困窮者を支援する「反貧困犬猫部」を結成。部長となる。

### バンギャとしての活動
10代をバンギャとして過ごしたが、2009年頃から「第二次ヴィジュアルブーム」が本人の中で始まり、新宿ロフトのLooftopで連載「一生バンギャル宣言」を開始。2011年には、新宿ロフトで「雨宮処凛presents 『バンギャル ア ゴーゴー』を2回にわたって開催。
VOL.1の出演バンドはMix Speaker’s,Inc.とダウト。VOL.2の出演バンドはBORN、ALSDEAD、defspiral

### オウム事件真相究明の会
2018年6月4日に立ち上げ記者会見を行った「オウム事件真相究明の会」では、呼びかけ人として名前を連ねた。他の呼びかけ人は森達也、宮台真司、田原総一朗など。賛同人には岩井俊二、是枝裕和、中村文則などが名を連ねた。
オウム真理教について雨宮は、右翼活動家であった若い頃に一定のシンパシーを感じていた事を告白している。後にこの頃を振り返って、「不謹慎を承知で書くと、私はあの事件に、というか『オウム』という存在に熱狂した一人だ」、「事件後、私はオウム信者たちと接触していくようになる。事件をきっかけに脱会した信者が出演するイベントなどに通うようになった私は、彼らと出会ってすぐに意気投合した」と書いており、事件後の1997年に元オウム真理教信者の2人と右翼団体に入ったことを回想している。
雨宮は「オウム事件真相究明の会」立ち上げ記者会見から2日後、「『あれだけの凶悪事件を起こした奴らなのだから一刻も早く死刑にしなければ』という意見の人もいるだろう。が、ここで問いたいのは、すべての裁判が終結した現在、オウム事件の動機を含めた真相、全貌が解明されたと言えるだろうか、ということだ」、「なぜ、地下鉄にサリンが撒かれたのか。なぜ、あれだけ多くの人の命が奪われ、多くの人が人生をメチャクチャにされなければならなかったのか。なぜ、一介の宗教団体があのような事件を起こすに至ったのか」、「これらの問いに裁判が答えたのかと問えば、答えは明らかにNOである」、「あのような事件を二度と起こさない。再発防止のためにこそ、真相究明は必要なのだ」と書いている。
この会の立ち上げに関わったことにより、雨宮がデビュー前のフリーター時代、自殺未遂者として受けたインタビューでのオウムに関する発言が炎上。バッシングを受けることになる。20年以上前の発言によって非難を受けることについては、イミダスの連載「生きづらい女子たちへ」のなかで「20年以上前の言動を『徹底総括しろ』と言われたら」と題して執筆している。

### 相模原事件・植松死刑囚との関わり
2016年に起きた相模原障害者施設殺傷事件の裁判を傍聴し、2020年7月、『相模原事件・裁判傍聴記「役に立ちたい」と「障害者ヘイト」のあいだ』を出版。
裁判中に被告の植松と横浜拘置支所で接見し、その模様を記している。

## 政治活動

### 麻生内閣の倒閣運動
当時の麻生太郎内閣総理大臣を非難し、反貧困ネットワークの湯浅誠らと麻生の私邸前で無許可の集団示威行動を計画するが、参加者の3名が道路交通法違反で逮捕されて、計画は頓挫した（麻生邸見学ツアー逮捕事件）。この活動は2回目も計画されていたが「警察からの弾圧」を理由に中断された。
しかし、亀井静香国民新党代表と鈴木宗男新党大地代表を世話人として、参加者の逮捕を不当とする院内集会を開催し、逮捕者の解放を警察に迫った。その後も、「麻生を倒せ！ないかくだとうデモ（2009年3月8日開催）」ではリポーター役を務めるなど、麻生内閣の倒閣運動に奔走した。

### 宇都宮健児を支援
2012年東京都知事選挙、2014年東京都知事選挙では脱原発、反貧困その他の政策から宇都宮健児を支援。2014年東京都知事選挙では脱原発を訴えた宇都宮及び細川護煕の落選を受けて、池田香代子・香山リカとともに「トーキョー・ノーサイド！実行委員会」を立ち上げた。

### 安倍内閣の倒閣運動
しんぶん赤旗で、2015年1月17日に国会ヒューマンチェーン「女の平和」と題し、国会を赤い服を着た人間の鎖で囲むとして、吉良佳子、横湯園子（元中央大教授）、藤原真由美（日弁連憲法問題対策本部副本部長）､坂本洋子（ｍネット･民法改正情報ネットワーク理事長）、辛淑玉（のりこえねっと共同代表）らとともに、安倍晋三首相に「レッドカード」を突きつけるデモに参加することが報じられている。

### 山本太郎を支援
2016年6月、参院選に出馬した三宅洋平への応援メッセージの中で、間接的に山本太郎の支援を表明している。
国会に、あと１０人の山本太郎がいれば日本は変わる。

「太郎くんを一人にできない」と立ち上がった三宅洋平氏を、

みんなの力でその一人目に!!—雨宮処凛 / 作家・活動家、『著名人からの三宅洋平応援メッセージ』
2019年参院選に際し、山本太郎の記事の中で、政治の素人だった頃から本人を支え、「国会議員・山本太郎の製造責任者の一人」であると語っている。

## 評価
- 逆に左翼からファシズムに転向した外山恒一は「（雨宮は）単に「自分探し」をしてただけで、その過程でたまたま視野に入ったのが右翼方面の人だった。いったん飛び込めばいろんな人と知り合うし、彼女の場合は左翼系の人が面白がって近づいてきて、〝左右交流〟の中でいよいよ勉強して左傾した、という（笑）。自分のことだけでなく社会のことを考えるようになって、左翼になったわけで、雨宮処凛の本当の政治的履歴は〝左傾して以降〟に始まるんだよね。「ミニスカ右翼」時代は単に「自分探し」時代で、〝自分〟のことしか考えてなかった（笑）。もちろんこれは批判的に云ってるわけではなく、それでいいと思います。」と評している[31]。

- 韓国の第19代大統領文在寅（）は、雨宮の『生きさせろ！ 難民化する若者たち』を読み、韓国の若者社会を考える際に、とても参考になったと言っている[32]。

## 著作

### ノンフィクション
- 『生き地獄天国』（太田出版、2000年）のちちくま文庫
- 『自殺のコスト』（太田出版、2002年）
- 『アトピーの女王』（太田出版、2002年）
- 『悪の枢軸を訪ねて』（幻冬舎、2003年）のち文庫
- 『EXIT』（新潮社、2003年）
- 『戦場へ行こう!!　雨宮処凛流・地球の歩き方』（2004年）
- 『すごい生き方』（サンクチュアリ・パブリッシング、2006年）
- 『右翼と左翼はどうちがう?』（河出書房新社〈14歳の世渡り術〉、2007年）
  - 『右翼と左翼はどうちがう？』河出文庫、2014年。ISBN　978-4-309-41279-5
- 『生きさせろ! 難民化する若者たち』（太田出版、2007年）
- 『プレカリアート：デジタル日雇い世代の不安な生き方』（洋泉社〈新書y〉、2007年）
- 『全身当事者主義 死んでたまるか戦略会議』（対談集）（春秋社、2008年）
- 『雨宮処凛の闘争ダイアリー』（集英社、2008年）
- 『怒りのソウル 日本以上の「格差社会」を生きる韓国』（金曜日、2008年）
- 『プレカリアートの憂鬱』（講談社、2009年）
- 『「生きる」ために反撃するぞ! 労働&生存で困った時のバイブル』（筑摩書房、2009年）
- 『排除の空気に唾を吐け』（講談社現代新書、2009年）
- 『なにもない旅なにもしない旅』光文社〈知恵の森文庫〉、2010年。ISBN　978-4-334-78564-2
- 『生きのびろ！：生きづらい世界を変える8人のやり方』太田出版、2010年。ISBN　978-4-7783-1240-4
- 『小心者的幸福論』ポプラ社、2011年。ISBN　978-4-591-12395-9
- 『ドキュメント雨宮☆革命』創出版、2011年。ISBN　978-4-904795-09-5
- 『14歳からの原発問題』河出書房新社〈14歳の世渡り術〉、2011年。ISBN　978-4-309-61670-4
- 『14歳からわかる生活保護』河出書房新社〈14歳の世渡り術〉、2012年。ISBN　978-4-309-61676-6
- 『バカだけど社会のことを考えてみた』青土社、2013年。ISBN　978-4-7917-6724-3
- 『14歳からわかる生命倫理』河出書房新社〈14歳の世渡り術〉、2014年。ISBN　978-4-309-61685-8
- 『命が踏みにじられる国で、声を上げ続けるということ』創出版、2014年。ISBN　978-4-904795-30-9
- 『仔猫の肉球』小学館、2015年。ISBN　978-4-09-388414-3
- 『14歳からの戦争のリアル』河出書房新社〈14歳の世渡り術〉、2015年。ISBN　978-4-309-61695-7
- 『生きづらい世を生き抜く作法』あけび書房、2016年。ISBN　978-4-87154-147-3
- 『一億総貧困時代：Why can not we get away from poverty ?』集英社インターナショナル、2017年。ISBN　978-4-7976-7338-8
- 『自己責任社会の歩き方：生きるに値する世界のために』七つ森書館、2017年。ISBN　978-4-8228-1771-8
- 『女子と貧困：乗り越え、助け合うために』かもがわ出版、2017年。ISBN　978-4-7803-0918-8
- 『不透明な未来についての30章』創出版、2017年。ISBN　978-4-904795-47-7　ISBN　978-4-420-31080-2
- 『「女子」という呪い』集英社クリエイティブ、2018年。／集英社文庫、2021年。ISBN　978-4-08-744303-5
- 『非正規・単身・アラフォー女性：「失われた世代」の絶望と希望』光文社新書、2018年。ISBN　978-4-334-04353-7
- 『雨宮処凛の活動家健康法：「生きづらさ」についてしぶとく考えてみた』（聞き手・構成：）言視舎、2019年。ISBN　978-4-86565-149-2
- 『相模原事件・裁判傍聴記：「役に立ちたい」と「障害者ヘイト」のあいだ』太田出版、2020年。ISBN　978-4-7783-1709-6
- 『学校、行かなきゃいけないの？：これからの不登校ガイド』河出書房新社〈14歳の世渡り術〉、2021年。ISBN　978-4-309-61728-2
- 『コロナ禍、貧困の記録：2020年、この国の底が抜けた』かもがわ出版、2021年。ISBN　978-4-7803-1155-6
- 『祝祭の陰で　2020 - 2021：コロナ禍と五輪の列島を歩く』岩波書店、2022年。ISBN　978-4-00-061529-7
- 『学校では教えてくれない生活保護』河出書房新社〈14歳の世渡り術〉、2023年。ISBN　978-4-309-61747-3
- 『死なないノウハウ：独り身の「金欠」から「散骨」まで』光文社新書、2024年。ISBN　978-4-334-10226-5

### 小説
- 『暴力恋愛』（講談社、2002年）
- 『ともだち刑』（講談社、2005年）
- 『バンギャル ア ゴーゴー』全2冊（講談社、2006年）
- 『ユニオン・キリギリス』（『すばる』連載、未刊）

### 編著
- 『雨宮処凛の「オールニートニッポン」』祥伝社〈祥伝社新書〉、2007年。
- 『この国の不寛容の果てに：相模原事件と私たちの時代』大月書店、2019年。ISBN　978-4-272-33097-3
- 『ロスジェネのすべて：格差、貧困、「戦争論」』あけび書房、2020年。ISBN　978-4-87154-177-0

### 共著
- 『「酒鬼薔薇聖斗」への手紙 生きていく人として』有田芳生、森達也共著（宝島社、2003年）
- 『ワーキングプアの反撃』福島みずほ共著（七つ森書館、2007年）
- 『貧困と愛国』佐高信共著（毎日新聞社、2008年）
- 『信号機の壊れた「格差社会」』佐高信・森岡孝二共著（岩波ブックレット、2008年）
- 『「生きづらさ」について：貧困、アイデンティティ、ナショナリズム』萱野稔人共著（光文社新書、2008年）
- 『生きさせる思想：記憶の解析、生存の肯定』小森陽一共著（新日本出版社、2008年）
- 『対論 生き抜くこと』香山リカ共著（七つ森書館、2008年）
- 『脱貧困の経済学：日本はまだ変えられる』飯田泰之共著（自由国民社、2009年） ISBN 4426104610
- 『国家の貧困：格差社会を今こそ粉砕せよ!』森田実共著（日本文芸社、2009年）
- （上野千鶴子）『世代の痛み：団塊ジュニアから団塊への質問状』中公新書ラクレ、2017年。ISBN　978-4-12-150598-9
- （入江公康・栗原康・白井聡ほか）『経済的徴兵制をぶっ潰せ！：戦争と学生』岩波ブックレット、2017年。ISBN　978-4-00-270971-0
- （中野麻美・清末愛砂）『日本社会は本当にこれでいいのか？安倍政権の7年を問う！　フォーラム平和・人権・環境』八月書館、2020年。ISBN　978-4-909269-13-3
- （佐藤優）『この社会の歪みと希望』第三文明社、2021年。ISBN　978-4-476-03399-1
- （白井聡）『失われた30年を取り戻す：救国のニッポン改造計画』ビジネス社、2023年。ISBN　978-4-8284-2521-4
- （中島岳志・斎藤環・平野啓一郎・杉田俊介）『秋葉原事件を忘れない：この国はテロの連鎖へと向かうのか』かもがわ出版、2023年。ISBN　978-4-7803-1289-8
- （浜矩子・清水直子）『縁辺労働に分け入る：フランシスコ教皇の警告』かもがわ出版、2024年。ISBN　978-4-7803-1320-8

## 出演

### テレビ番組
- ムーブ!（2008年6月12日、ABCテレビ）
- たかじんのそこまで言って委員会（2008年8月24日、読売テレビ）
- 水曜ノンフィクション（2008年10月22日、TBSテレビ）
- 朝まで生テレビ!（2009年1月1日、テレビ朝日）
- 憲法記念日特集「いま問われる25条“最低限度の生活”」（2009年5月3日、NHK総合テレビジョン）
- サンデープロジェクト（2009年6月28日、テレビ朝日）
- 日めくりタイムトラベル 昭和50年!（2009年7月11日、NHK衛星第2テレビジョン）

### ウェブ番組
- デモクラシータイムス（YouTube）
- エアレボリューション（ニコニコ生放送）

### 映画
- 『新しい神様』主演（土屋豊監督、1999年）
- 『PEEP "TV" SHOW』共同脚本（土屋豊監督、2003年）
- 『遭難フリーター』アドバイザー（土屋豊監督、2007年）

## 寄稿

### 雑誌
- 論座（朝日新聞社）
- 週刊金曜日（金曜日）
- 創（創出版社）
- ビッグイシュー日本版
- ゲームラボ『プレカリ大国ニッポン』（三才ブックス）
- 学習の友（学習の友社）

### 新聞
- しんぶん赤旗（日本共産党中央委員会）
- 思想運動（活動家集団思想運動機関紙）
- 社会新報（社会民主党全国連合）
- 新潟日報『生きづらさを生きる』（新潟日報社）
- 人民新聞（人民新聞社）

### ネット
- マガジン9 | 憲法と社会の問題のこと。

### 単行本
- 『貧乏人の逆襲!――タダで生きる方法』松本哉著、巻末対談（筑摩書房、2008年）
- 『絶望男――46歳、ニート、障がい者の人生』白井勝美著、巻末対談（サンクチュアリ・パブリッシング、2008年）
- 『天国だった、けど――6畳王子マモルの1825日』加藤健著、巻末対談（三才ブックス、2008年）
- 『勝間和代の日本を変えよう』勝間和代著、巻中対談（毎日新聞社、2008年）